# Palafita
Palafita (budowla palowa) – prehistoryczna chałupa postawiona na drewnianych palach wbijanych w dno jeziora. Podłoga izb mieszkalnych umieszczana była wysoko nad lustrem wody. W czasach obecnych budownictwo tego typu spotykane jest na terenach Ameryki Południowej, Afryki, Oceanii i Australii.